# اوبیازدا (استان پومرانی)
اوبیازدا (به لهستانی:  Objazda) یک روستا در لهستان است که در گمینا اوستکا واقع شده‌است. اوبیازدا ۹۰۵ نفر جمعیت دارد.